# George William Anderson
George William Anderson, född 1791, död den 12 mars 1857, var en angloindisk ämbetsman.
Anderson uppgjorde den första modernt systematiska lagsamlingen i Brittiska Indien, Bombay code av år 1827, blev 1831 administratör i de södra marattdistrikten och var 1835-1838 en av de verksammaste medlemmarna i den stora indiska lagkommissionen under ordförandeskap av Macaulay. 
Anderson blev 1838 medlem av presidentskapet Bombays råd och tjänstgjorde 1841-1842 under svåra förhållanden som dess guvernör. År 1844 drog han sig tillbaka från ostindiska kompaniets tjänst, blev 1849 guvernör på Mauritius och innehade 1850-1855 samma syssla på Ceylon, där han genomförde viktiga reformer i rättsskipningen och kommunikationerna samt åt den brittiska styrelsen återförvärvade de kort förut upproriska singalesernas förtroende.